# Bitnami
Bitnami est une bibliothèque d'installateurs, de packages pour les applications Web open source.